# Ед-Ділам
Ед-Ділам (араб. الدلم) — місто на сході провінції Ер-Ріяд у Саудівській Аравії.

## Клімат
Місто знаходиться у зоні, котра характеризується кліматом тропічних пустель. Найтепліший місяць — липень із середньою температурою 35.9 °C (96.6 °F). Найхолодніший місяць — січень, із середньою температурою 14.9 °С (58.8 °F).
| Клімат Ед-Ділама        | Клімат Ед-Ділама | Клімат Ед-Ділама | Клімат Ед-Ділама | Клімат Ед-Ділама | Клімат Ед-Ділама | Клімат Ед-Ділама | Клімат Ед-Ділама | Клімат Ед-Ділама | Клімат Ед-Ділама | Клімат Ед-Ділама | Клімат Ед-Ділама | Клімат Ед-Ділама | Клімат Ед-Ділама |
| Показник                | Січ.             | Лют.             | Бер.             | Квіт.            | Трав.            | Черв.            | Лип.             | Серп.            | Вер.             | Жовт.            | Лист.            | Груд.            | Рік              |
| Середня температура, °C | 14,9             | 17,5             | 22,1             | 26,6             | 32,4             | 34,5             | 35,9             | 35,5             | 32,7             | 27,5             | 21,8             | 16,5             | 26,5             |
| Норма опадів, мм        | 11.6             | 5.9              | 27.5             | 25.8             | 8.6              | 0                | 0.1              | 0.2              | 0                | 0.8              | 4.3              | 9.8              | 94.6             |
| Днів з опадами          | 2,8              | 2,7              | 5,6              | 5,9              | 2,3              | 0                | 0,2              | 0,2              | 0                | 0,1              | 1,1              | 3                | 23,9             |
| Вологість повітря, %    | 55.2             | 46.6             | 41.5             | 39               | 28.6             | 20.5             | 21.6             | 22.1             | 27               | 32.7             | 43.9             | 51.4             | 35.8             |
| ----------------------- | ---------------- | ---------------- | ---------------- | ---------------- | ---------------- | ---------------- | ---------------- | ---------------- | ---------------- | ---------------- | ---------------- | ---------------- | ---------------- |
| Джерело: Weatherbase    |                  |                  |                  |                  |                  |                  |                  |                  |                  |                  |                  |                  |                  |